# Sandy Hollow-Escondidas
Sandy Hollow-Escondidas es un lugar designado por el censo ubicado en el condado de Nueces en el estado estadounidense de Texas. En el Censo de 2010 tenía una población de 296 habitantes y una densidad poblacional de 14,17 personas por km².

## Geografía
Sandy Hollow-Escondidas se encuentra ubicado en las coordenadas 27°55′48″N 97°47′33″O / 27.93000, -97.79250. Según la Oficina del Censo de los Estados Unidos, Sandy Hollow-Escondidas tiene una superficie total de 20.89 km², de la cual 20.4 km² corresponden a tierra firme y (2.34%) 0.49 km² es agua.

## Demografía
Según el censo de 2010, había 296 personas residiendo en Sandy Hollow-Escondidas. La densidad de población era de 14,17 hab./km². De los 296 habitantes, Sandy Hollow-Escondidas estaba compuesto por el 88.85% blancos, el 2.03% eran afroamericanos, el 0.68% eran amerindios, el 0% eran asiáticos, el 0% eran isleños del Pacífico, el 8.11% eran de otras razas y el 0.34% pertenecían a dos o más razas. Del total de la población el 59.46% eran hispanos o latinos de cualquier raza.